# Frithiof Niordson
Frithiof Igor Niord Niordson, född 1 augusti 1922 i Johannesburg, Sydafrika, död 2009, var en svensk-dansk hållfasthetsteoretiker. Han var gift med en dotter till professor Folke Odqvist.
Frithiof Niordson blev 1947 teknologie licentiat vid Kungliga tekniska högskolan och disputerade 1952 vid Brown University i USA. Han var 1958–1992 professor i tillämpad mekanik vid Danmarks Tekniske Universitet. Han invaldes 1972 som utländsk ledamot av svenska Vetenskapsakademien och blev 1980 hedersledamot i American Society of Mechanical Engineers (ASME).